# Sistema palametoscópico de Carlos Alvariza

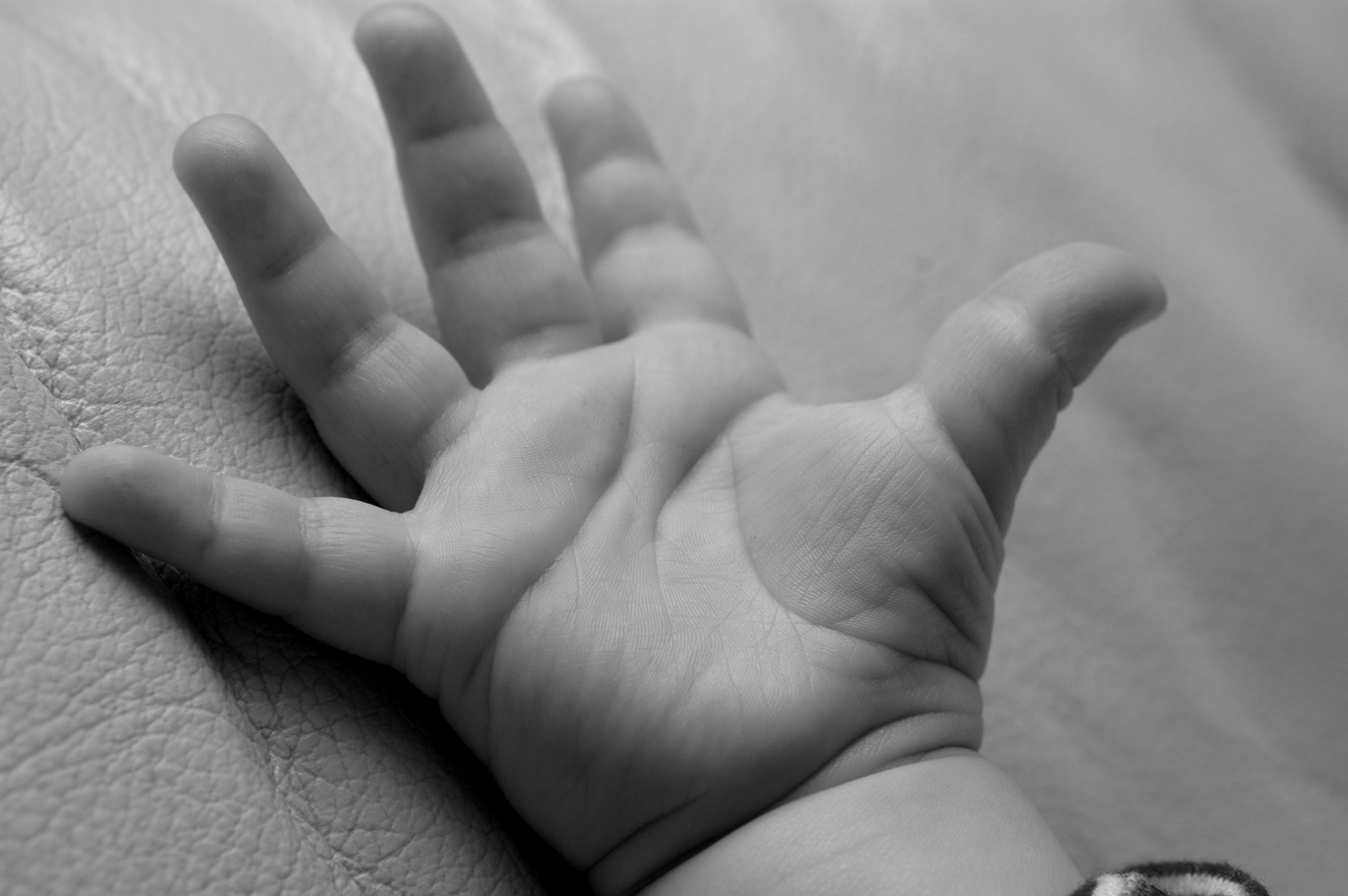
Para la identificación de neonatos es preferible tomar la impresión de las palmas a la de los dedos; principalmente por una cuestión práctica, al ser sus huellas dactilares aún demasiado pequeñas como para resultar fácilmente legibles.

El sistema palametoscópico de Carlos Alvariza fue presentado a principios de 1940 en Uruguay por su autor, un médico del Gabinete Dactiloscópico de la Corte Electoral de ese país. El cual fue publicado en forma completa en los números 74 a 78 de la revista Identificación y Ciencias Penales. Este sistema utiliza la palametoscopía para la identificación y registro de recién nacidos mediante los diseños que forman las crestas papilares en las palmas de las manos. La principal característica de este sistema, que lo diferencia de otros, es que es bipalmar (se requiere tomar impresiones de ambas manos); ya que no fue diseñado para cotejar rastros obtenidos en una escena del crimen, en donde no es usual encontrar las huellas de ambas manos.

## Regiones del palametograma
A la impresión entintada del diseño papilar de las palmas se lo denomina palametograma, el cual se divide para su estudio en tres regiones: la superior, interdigital o metacarpiana; la región tenar y la hipotenar. Carlos Alvariza no definió estas regiones en su sistema de clasificación, por lo que se asume que dio por sobreentendido cuales eran sus límites y que estos ya eran de amplia difusión en su época, topografía heredada de los primeros anatomistas que estudiaron la piel de las palmas en siglo XVII. De ellas, la única que se tiene en cuenta en este sistema es la superior. Dicha región abarca desde la línea formada por los espacios correspondientes a los pliegues de flexión de la base de inserción de los dedos índice, medio, anular y meñique, con sus respectivos espacios interdigitales, hasta una línea recta imaginaria paralela a la anterior que pasa por el punto superior del espacio correspondiente al pliegue de flexión del pulgar. Aunque en muchos palametogramas este punto no es visible y debe estimarse.
Aunque sí definió tres regiones propias de su sistema, aclarando que eran subdivisiones de la región superior, a las que denominó: «Región I», «Región II» y «Región III». Para definirlas trazó dos líneas rectas imaginarias nuevas, una que parte del punto medio del espacio correspondiente al pliegue de flexión de la base de inserción del dedo medio y otra del dedo anular, y que son, a su vez, perpendiculares al límite inferior de la región superior. Siendo la Región I la ubicada del lado del pulgar; la II, la central y la III, la más cercana al meñique.

## Grupos de diseños

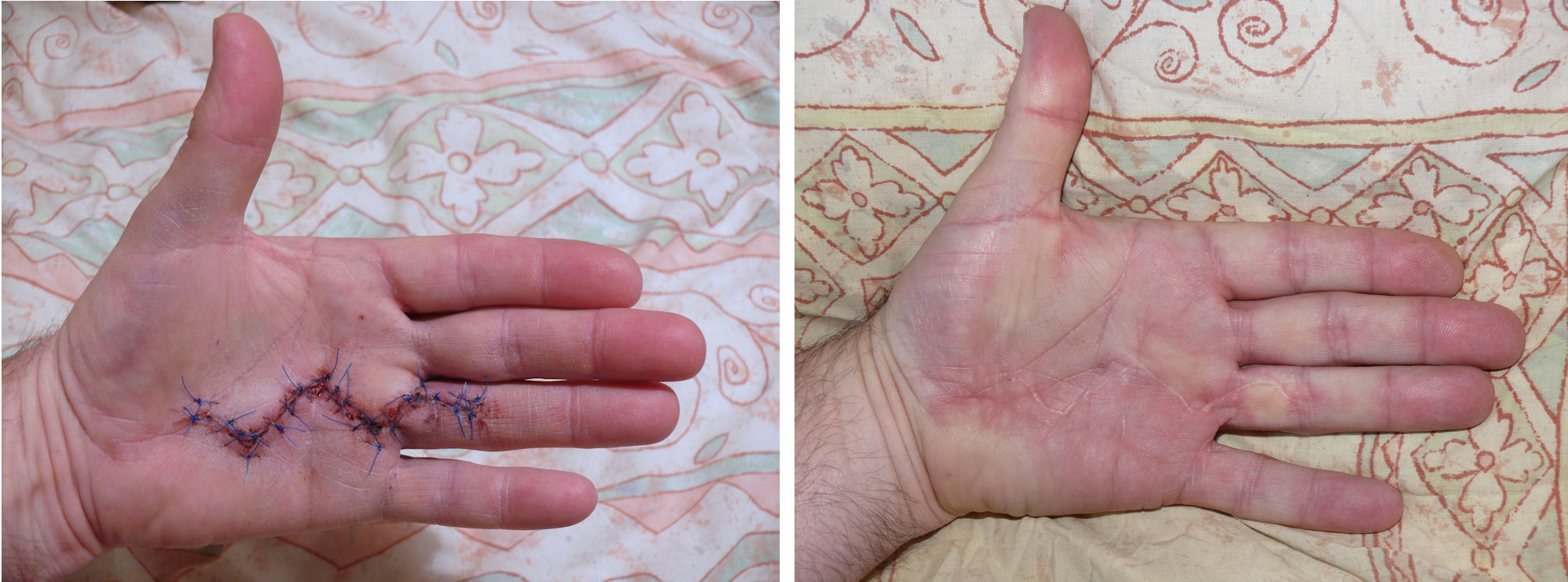
Las cicatrices más importantes se convierten en parte del palametograma y pasan a ser una característica más de la identidad física de la persona. En el sistema de Alvariza quedan anglobadas en el grupo de diseños «equis».

A su vez, en este sistema, los diseños que pueden presentar las líneas se dividen en cinco grupos: «arco», «presilla», «doble presilla», «equis» y «anomalía». Estos deben respetar un estricto orden de prelación, que es muy importante para la correcta clasificación del palametograma.

### Arco

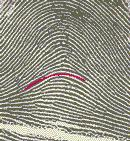
Arco llano

Define como arco a todo conjunto de líneas que durante su recorrido se disponen de forma transversal, algo curvas y paralelas entre sí (arco llano o simple); o bien presentan un quiebre anguloso (arco angular o quebrado); caen ostensiblemente hacia el lado derecho o izquierdo (arco con inclinación de líneas); se elevan conformando una figura piramidal (arco piramidal) o redondeada (arco piniforme); o están constituidos por tres sistemas independientes que convergen en un punto denominado delta central, trípode o arco palmar. Pese a la enorme diferencia entre estos tipos de diseños, todos ellos se representan con la letra A.

### Presilla
Se denomina presilla a todo diseño en donde las líneas en algún momento de su recorrido vuelven en la misma dirección, formando asas o apresillamientos. Presenta como condición necesaria que solo debe haber un diseño de este tipo por región. Se los representa con la letra P.

### Doble presilla
Se clasifica como doble presilla a aquellas regiones que posean más de un diseño encuadrable como presilla. Se lo representa con la letra B.

### Equis
Se denomina equis a toda cicatriz de carácter importante o que impida determinar qué diseño hay debajo de ella. A este grupo le corresponde como simbología la barra oblicua o pleca (/).

### Anomalía
Se clasifica como anomalía a todas las anomalías palmares, ya sean congénitas o adquiridas, a las amputaciones, a la ausencia total de diseño o a aquellos palametogramas que, aun teniendo uno, no sean encuadrables en alguno de los grupos anteriores. A todos ellos se los clasifica con la letra N.
| Orden de prelación | Nomenclatura   | Simbología |
| ------------------ | -------------- | ---------- |
| 1                  | Arco           | A          |
| 2                  | Presilla       | P          |
| 3                  | Doble presilla | B          |
| 4                  | Equis          | /          |
| 5                  | Anomalía       | N          |

## Línea de clasificación
La línea de clasificación es un diagrama que indica cuales son los diseños presentes en un determinado palametograma, con el fin de clasificarlo de manera correcta en un sistema de archivo. El diagrama consta de una tabla de dos filas y seis columnas; dividida a la mitad por una línea doble, que separa la clasificación correspondiente al palametograma de la mano izquierda del de la derecha. En los casilleros de la segunda fila se colocan alternativamente y en números romanos, los correspondientes a las distintas regiones del palametograma, ubicándose a la izquierda los de la mano siniestra y a la derecha, los de la diestra. En la fila superior se ubica la simbología correspondiente a los diseños que dicho palametograma posee, uno por cada vez que aparezca (salvo por las presillas), respetando el orden de prelación. Siempre en imprenta mayúscula y con el primer diseño de cada región en un tamaño de letra ligeramente superior al resto. El primer diseño de cada región será la clasificación básica y los demás, la complementaria. 
Ejemplo
| A | AP | B   | AAA | PN | /   |
| I | II | III | I   | II | III |